# Ngongo (Obala)
Pour les articles homonymes, voir Ngongo.
Ngongo  est une localité de la région du Centre au Cameroun, située dans la commune d'Obala et le département de la Lekié.

## Population
En 1964-1965, Ngongo comptait 596 habitants, principalement des Eton.
Lors du recensement de 2005, ce nombre s'élevait à 1 267.

## Personnalités nées à Ngongo
- Dieudonné Espoir Atangana (1958-), évêque de Nkongsamba